# Сона (Италия)
Вижте пояснителната страница за други значения на Сона.
Со̀на (на италиански и на венециански: Sona) е град и община в Северна Италия, провинция Верона, регион Венето. Разположен е на 169 m надморска височина. Населението на общината е 17 708 души (към 2015 г.).